# Liste der Monuments historiques in Le Perray-en-Yvelines
Die Liste der Monuments historiques in Le Perray-en-Yvelines führt die Monuments historiques in der französischen Gemeinde Le Perray-en-Yvelines auf.

## Liste der Bauwerke
| Bezeichnung         | Beschreibung              | Standort | Kennzeichnung | Schutzstatus | Datum | Bild           |
| ------------------- | ------------------------- | -------- | ------------- | ------------ | ----- | -------------- |
| Kreuz Saint-Jacques | Erbaut im 18. Jahrhundert | (Lage)   | PA00087564    | Inscrit      | 1952  | weitere Bilder |

## Liste der Objekte
- Monuments historiques (Objekte) in Le Perray-en-Yvelines in der Base Palissy des französischen Kultusministeriums